# Musique acoustique
Ne doit pas être confondu avec Acoustique musicale.

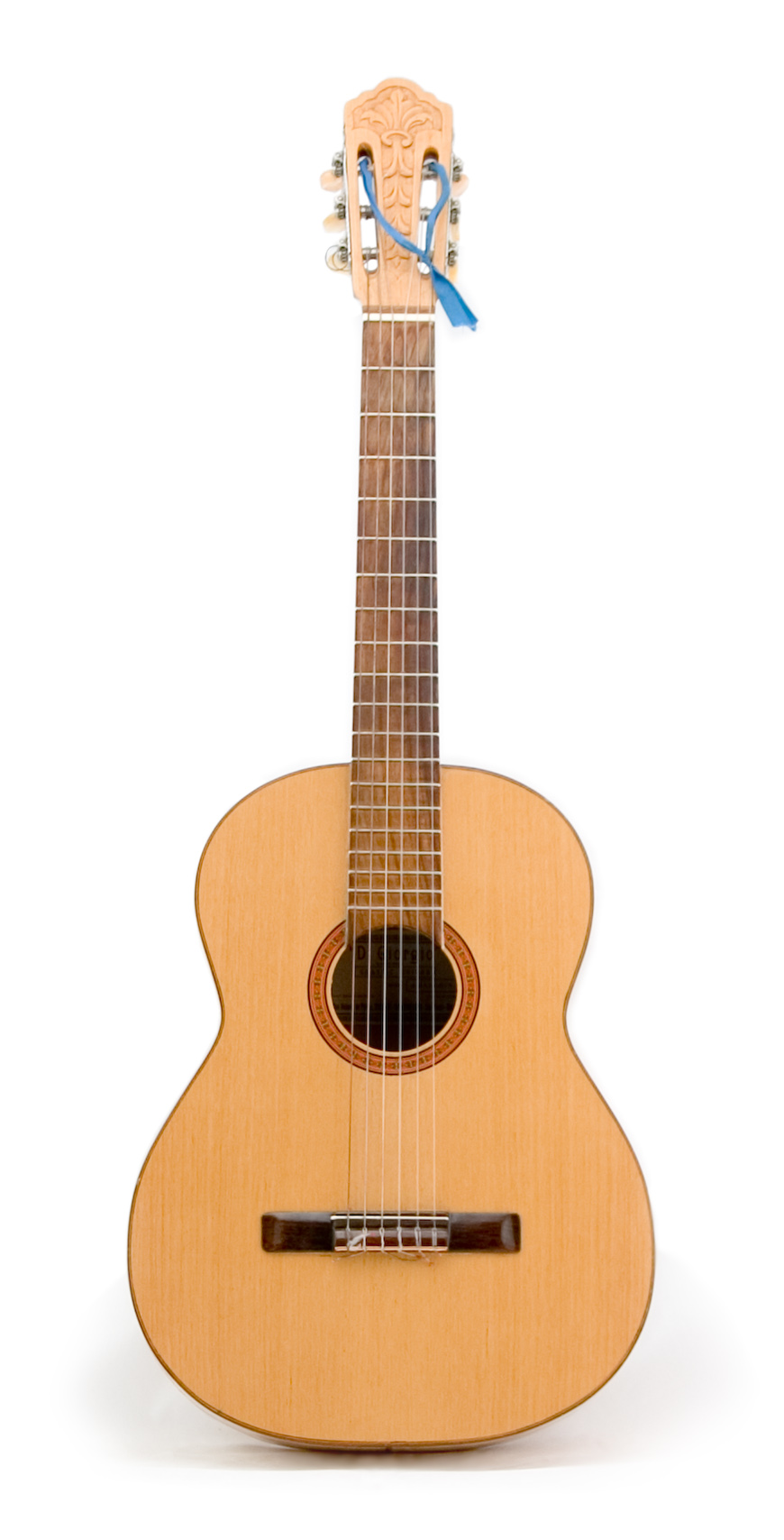
Guitare espagnole.

La musique acoustique n'emploie pas d'instruments électroniques modernes. Si la musique moderne recourt de plus en plus à des moyens automatisés de production sonore, comme les synthétiseurs, les échantillonneurs, les ordinateurs, etc., la musique acoustique, au contraire, se base sur l'emploi d'instruments de musique « classiques », qui peuvent fonctionner sans électricité. La guitare acoustique, généralement non accompagnée, ou très légèrement, constitue un bon exemple de musique acoustique. On parle de « groupe acoustique » pour qualifier les groupes qui font ce type de musique.
Des prestations sont dites « unplugged » lorsque des artistes reprennent leurs chansons dépouillées de leurs arrangements d'instruments électriques habituels. Le critique musical Craig Conley suggère que « lorsque la musique est qualifiée d'acoustique, d'unplugged ou d'unwired, l'hypothèse semble être que les autres types de musique sont encombrés par technologie et surproduction et ne sont donc pas aussi purs. »

## Types
Les instruments acoustiques peuvent être répartis en six groupes : instruments à cordes, instruments à vent, percussion, autres instruments, instruments d'ensemble et instruments non classés. Les instruments à cordes ont une corde tendue qui, lorsqu'elle est mise en mouvement, crée de l'énergie à des fréquences (presque) harmoniques. Les instruments à vent ont la forme d'un tuyau et l'énergie est fournie par un courant d'air dans le tuyau.
Les instruments à percussion produisent un son lorsqu'ils sont frappés, comme avec une main ou un bâton.

## Histoire
L'instrument acoustique originel est la voix humaine, qui produit un son en faisant passer de l'air dans les cordes vocales. On pense que le premier instrument acoustique construit est la flûte. La plus ancienne flûte conservée date de 43 000 ans. La flûte serait originaire d'Europe centrale.
En 1800, les instruments acoustiques à cordes pincées les plus populaires ressemblaient beaucoup à la guitare actuelle, mais avec un corps plus petit. Au cours du siècle, le luthier espagnol Antonio de Torres Jurado s'est emparé de ces instruments plus petits et en a élargi le corps pour créer des guitares. L'utilisation et la popularité de la guitare se sont accrues en Europe à la fin du XVIIIe siècle et d'autres instruments acoustiques ont été fabriqués, comme la contrebasse. Sa popularité s'est ensuite étendue aux villes et villages des nouveaux États-Unis. Au XIXe siècle, la guitare est devenue un instrument reconnu, joué dans les grands galas et les concerts.
Dans les années 2000, les musiciens indépendants populaires commencent à identifier leur genre comme « acoustique contemporain », par opposition à la « musique folk ». Daniel Trilling explique que : « Folk est un mot qui effraie de nombreux aspirants musiciens pop. Non seulement il évoque des images de ringardise terminale - pulls en laine, barbes, etc. - mais c'est aussi le terme fourre-tout des journalistes pour des légions d'auteurs-compositeurs-interprètes trop fades pour mériter une meilleure définition. »
Certains groupes d'intérêt musicaux aux États-Unis utilisent le terme « musique acoustique » avec les genres folk et Americana, comme les Ogden Friends of Acoustic Music.
Les International Acoustic Music Awards organisent un concours annuel de chansons originales. Leurs règles stipulent qu'une chanson peut être considérée comme acoustique tant qu'un instrument acoustique, y compris les voix, peut être clairement entendu.
La musique acoustique est souvent plus facile à accueillir pour les propriétaires d'entreprises, car il y a moins besoin d'amplification et le niveau de volume est moins intrusif. En juin 2021, la ville de Cambridge, dans le Massachusetts, autorise les petites entreprises à organiser des concerts acoustiques sans demander de permis de spectacle. Cambridge a défini un spectacle acoustique comme n'ayant pas d'amplification du son, à l'exception d'un microphone, et n'ayant pas plus de cinq interprètes ou musiciens acoustiques dans un même lieu à un moment donné.